# Banque al-Madina
Pour les articles homonymes, voir Madina.
La Banque al-Madina (arabe: بنك المدينة) était une banque libanaise qui a été saisie par la Banque du Liban et fermée complètement en 2003 pour soupçons de blanchiment d'argent, de corruption et de fraude. L'accusée principale du scandale est Rana Koleilat, ainsi qu'Adnan Abu Ayyash (président de la banque depuis 1986) et son frère Ibrahim Ayyash,. 135 personnes ont été impliquées dans l'affaire de corruption de la banque, dont 90 personnalités politiques, militaires, financières et juridiques .
Le montant total perdu par la banque s'élève à 1,65 milliard de dollars américains. 